# Institut national des sciences et technologies industrielles avancées
 (novembre 2018).
L'Institut national des sciences et technologies industrielles avancées (AIST) (産業技術総合研究所, Sangyō gijutsu sōgō kenkyū-sho) est une institution publique de recherche et développement dont le siège social est situé dans la ville de Tsukuba de la préfecture d'Ibaraki, au Japon.

## Activité
Fondée en 2001,, l'Institut national des sciences et technologies industrielles avancées (AIST) est un institut de recherche associé au ministère japonais de l'économie, du commerce et de l'industrie (METI). L'organisme a été réorganisé en tant qu'institution administrative indépendante après l'intégration de 15 instituts de recherche et de l'Institut de formation des poids et mesures du Ministère de l'économie, du commerce et de l'industrie en 2001. Elle œuvre particulièrement dans les domaines du génie, de la robotique, de la microfabrication, de l'automatisation, du numérique, des communications et des technologies de l'information. Dans le domaine de l'environnement, l'AIST porte une attention particulière au traitement et l'élimination des déchets radioactifs : étude de roches pour l'élimination des déchets ; étude des conditions optimales d'élimination des déchets ; élimination souterraine profonde des déchets radioactifs chargés en actinides…). Ses chercheurs procèdent aussi à des études sur la surveillance sismique acoustique ou encore des études sur la composition des sols. Des recherches sont aussi menées dans les domaines de l'instrumentation (dispositifs de détection, instruments de mesure, etc.), des matériaux et de la médecine (recherche de nouveaux médicaments).